# Gevlekt slurfhondje
Het gevlekte slurfhondje (Rhynchocyon cirnei) is een springspitsmuis uit het geslacht der slurfhondjes. De wetenschappelijke naam van de soort werd voor het eerst geldig gepubliceerd door Wilhelm Peters in 1847.

## Kenmerken
De rug bevat een complex patroon van donkere banden over de lengte van de romp met lichte (soms zelfs witte) vlekken. In de westelijke populaties is dit patroon moeilijk te zien doordat de vachtkleur zeer donker is. In Tanzania en Mozambique is het patroon ook variabel, met oranjerode en zwarte vlekken. De kop-romplengte bedraagt 229 tot 315 mm, de staartlengte 196 tot 265 mm, de totale lengte 439 tot 556 mm, de achtervoetlengte 63 tot 91 mm, de oorlengte 28 tot 34 mm en het gewicht 320 tot 440 g.

## Leefwijze
Het dier leeft in bossen op verschillende hoogtes. De ondersoort reichardi bewoont in het natte seizoen grasland, maar in het droge seizoen het woud. Net als andere slurfhondjes eet dit dier ongewervelden, maar anders dan bij andere soorten zijn sprinkhanen in sommige gevallen wel een belangrijk deel van het dieet.

## Verspreiding
Deze soort komt voor van Noord-Mozambique en Zuid- en Zuidwest-Tanzania via Malawi en Noordoost-Zambia tot zuidoost-Congo-Kinshasa.

## Onderverdeling
De soort heeft de volgende vijf ondersoorten:
- Rhynchocyon cirnei cirnei Peters, 1847 – komt voor in centraal Mozambique.
- Rhynchocyon cirnei hendersoni Thomas, 1902 – komt voor in Nyamkhowa Hill, Malawi.
- Rhynchocyon cirnei macrurus Günther, 1881 – komt voor in Noordoost-Mozambique en Zuidoost-Tanzania.
- Rhynchocyon cirnei reichardi Reichenow, 1886 – komt voor in West-Tanzania, Noord-Malawi, Zambia en Oost-Congo-Kinshasa.
- Rhynchocyon cirnei shirensis Corbet & Hanks, 1968 – komt voor in het zuiden van Malawi en het noordwesten van Mozambique.

In Oost-Mozambique komt nog een niet-geïdentificeerde populatie voor. De soort Rhynchocyon stuhlmanni werd voorheen als een ondersoort van het gevlekte slurfhondje gerekend.